# Uvaria combretifolia
Uvaria combretifolia este o specie de plante angiosperme din genul Uvaria, familia Annonaceae, descrisă de Friedrich Ludwig Diels. Conform Catalogue of Life specia Uvaria combretifolia nu are subspecii cunoscute.